# Jade Tree Records
Jade Tree ist ein US-amerikanisches Independent-Label aus Wilmington, das im August 1991 von Darren Walters und Tim Owen gegründet wurde. Walters und Owen besaßen jeweils vorher die Independent-Straight Edge-Hardcore-Punk-Plattenlabel Hi-Impact Records und Axtion Packed Records. Mit ihrem neuen Label, das sie nicht zuletzt wegen der nachlassenden Nachfrage in diesem Genre gegründet hatten, nahmen sie zunächst Post-Hardcore- und Noise-Rock-Bands unter Vertrag, später auch vermehrt Bands mit Stilrichtung Emo, Punk und Melodic Hardcore. Ihre zurzeit in den USA erfolgreichsten Bands sind Lifetime, Jets to Brazil, Strike Anywhere, Kid Dynamite und Pedro the Lion, die teilweise auch in Europa bekannt sind. Nach der Veröffentlichung des letzten Paint-It-Black-Albums im Februar 2008 und dem Abgang von Bands wie Fucked Up und These Arms Are Snakes hat Jade Tree ein Jahr lang keine neuen Platten herausgebracht. Im Februar 2009 erschien eine Single von Cloak/Dagger.

## Bands, die auf Jade Tree veröffentlicht haben
- Alkaline Trio
- Avail
- Breather Resist
- Cap’n Jazz
- Cex
- Cloak/Dagger
- Cub Country
- Damnation A.D.
- Denali
- Despistado
- Edsel
- The Eggs
- Eidolon
- Ester Drang
- Euphone
- The Explosion
- Four Walls Falling
- From Ashes Rise
- Fucked Up
- Fury
- Girls Against Boys
- Good Riddance
- Gravel
- Hot Water Music
- J Church
- Jets to Brazil
- Joan of Arc
- Jones Very
- Juno
- Kid Dynamite
- Kill Your Idols
- Leslie
- Lifetime
- Lords
- Micah P. Hinson
- Mighty Flashlight
- Milemarker
- New End Original
- New Mexican Disaster Squad
- Onelinedrawing
- Owls
- Paint It Black
- Panda & Angel
- Pedro the Lion
- Pitchblende
- Railhed
- Snowden
- Songs: Ohia
- State of the Nation
- Statistics
- Strike Anywhere
- Sweetbelly Freakdown
- Swiz
- Texas Is the Reason
- The Explosion
- The Loved Ones
- The Promise Ring
- These Arms Are Snakes
- Trial By Fire
- Turing Machine
- Turning Point
- Universal Order of Armageddon
- Walleye
- Young Widows
- Zero Zero